# Мрзла Планина
Мрзла Планина (словен. Mrzla Planina) — поселення в общині Севниця, Споднєпосавський регіон, Словенія. Висота над рівнем моря: 661,3 м.